# Горгау
Горгау (нім. Horgau) — громада в Німеччині, знаходиться в землі Баварія. Підпорядковується адміністративному округу Швабія. Входить до складу району Аугсбург.
Площа — 26,52 км2. Населення становить 2948 ос. (станом на 31 грудня 2020).